# آنا جکسون
آنا جکسون (متولد ۱۹۶۷) شاعر، داستان‌نویس و نویسنده غیر داستانی نیوزلندی می‌باشد.

## زندگی‌نامه
جکسون در اوکلند بزرگ شد و اکنون در ولینگتون زندگی می‌کند. نوشته‌های او در مجلات و گلچین‌ها چاپ شده‌است، او چندین مجموعه شعر نیز منتشر کرده‌است. وی برای کارهای خود جوایز متعددی را دریافت کرده‌است.
اشعار او برای اولین بار در سال ۱۹۹۹ در مجموعه (آ یو پی) شاعران جدید منتشر شد و از آن زمان تاکنون تعدادی مجموعه شعر از او به چاپ رسیده، همچنین وی به نگارش و تألیف نقد آثار ادبی، مقاله‌ها، داستان‌های کوتاه و بررسی کتاب برای ناشرهای نیوزلند و اقیانوسیه می‌پردازد. بخش عمده ای ازاشعار او به کشف خانواده و دوران کودکی می‌پردازد.
وی دارای مدرک کارشناسی ارشد از دانشگاه اوکلند و یک DPhil از دانشگاه آکسفورد است. وی در حال حاضر استادیار دانشکده مطالعات انگلیسی، فیلم، تئاتر و مطالعات رسانه ای در دانشگاه ویکتوریا از ولینگتون است.

## انتشارات
کارهای او شامل موارد زیر است:

## ویرایش
حقیقت و زیبایی: بیوگرافی شعر در کانادا، استرالیا و نیوزیلند (با همکاری آنجلینا سبروما و هلن ریکربی: ویکتوریا یو پی، ۲۰۱۶)
بیوگرافی شعر (شماره ویژه مجله بیوگرافی هاوایی یو پی: ۲۰۱۶)
دنیای شناور: مقاله ای دربارهٔ داستان معاصر نیوزیلند (همزمان با جین استافورد: ویکتوریا یو پی ۲۰۰۹)
گوتیک در ادبیات کودکان

## بررسی‌ها
بررسیهای مربوط به کار وی شامل موارد زیر است:
- "نشت گاز "در مجله ادبیات نیوزلند مورد بررسی قرار گرفت.[۷]
- "مرتع و گله": اشعار جدید و برگزیده ، منتشر شده توسط انتشارات دانشگاه اوکلند، در تاریخ ۳ آوریل ۲۰۱۸ در برنامه نود تا ظهر از رادیو نیوزلند بررسی شد.[۸]
- نقد و بررسی" بیشه "توسط آنا جکسون در مجله "شنونده ".[۹]
- نقد و بررسی «بیشه».[۱۰]
- بررسی توسط «اراضی موروثی».[۱۱]